# Омен: Перерождение
«Омен: Перерождение» (англ. The Prodigy) — фильм ужасов режиссёра Николаса МакКарти. В США фильм вышел 8 февраля 2019 года. В России премьера состоялась 21 февраля 2019 года. Никакого отношения к франшизе «Омен» фильм не имеет, так как в оригинале картина называется «Одарённый», а название использовано в рекламных целях.

## Сюжет
Фильм начинается со сцены, в которой грязная девушка в оборванной одежде сначала выбирается из дома, расположенного в лесу, затем бежит по лесу и выбирается на шоссе, где её подбирает женщина, проезжающая мимо на автомобиле. Девушка, которую зовут Маргарет, сообщает, что некий маньяк отрубил ей кисть руки и долгое время удерживал в своем доме.
Затем действия переносятся в семью, в которой женщине Саре предстоит рожать. Муж Джон везёт её в клинику. В этот же момент в другом штате полицейские подходят к дому мужчины, из которого ранее убежала девушка с отрубленной кистью руки. Мужчина увлекается электроникой, он видит, что к его дому подходит полиция. Он полностью раздевается и выходит к ним, держа в руке ранее отрубленную у девушки кисть её руки. Полицейские полагают, что в руках мужчины находится оружие, и убивают его.
В этот же момент Сара рожает мальчика с разноцветными глазами, которого называют Майлс. Мальчик совершенно не боялся уколов, он очень рано начал говорить и развивался намного быстрее своих сверстников. Затем действия переносятся на пять лет вперёд. Для Майлса была нанята гувернантка, которую Майлс недолюбливал, так как она не давала смотреть ему мультипликационные фильмы столько, сколько он пожелает. Он решает отомстить ей. Для этого во время игры в прятки он выкручивает электрическую лампочку, которая находится над лестницей, ведущей в подвал дома, приоткрывает дверь в подвал, сам же прячется в другом месте. Гувернантка, полагая, что Майлс спрятался в подвале, спускается по лестнице босиком. Так как ничего не видно, она наступает на стекло, торчащее вверх и сильно ранит ногу. Когда родители спрашивают Майлса о произошедшем, Майлс говорит, что увидел кровь и ему стало страшно.
Затем события переносятся ещё на три года вперёд. Майлс спит дома в своей постели, к нему заходит Сара, его мать. Майлс не слышит и тихо говорит во сне на незнакомом языке. Его мать насторожилась и записала это на диктофон. Сара думает, что мальчику приснился страшный сон, и спрашивает у него про это, когда тот просыпается. Но Майлс сообщил ей, что сон, наоборот, приятный.
Майлс ходит в престижную школу. Он хотел выполнять задание учителя с одной из девочек, которую зовут Хэлли, но её одноклассник сообщает ему, что у них с Хэлли уже есть план. Майлс обижается, идёт в подсобное помещение, где берёт большой гаечный ключ, идёт обратно в класс и наносит несколько ударов тому однокласснику, у которого есть план с Хэлли.
Затем родители вынуждены обратиться к детскому психологу. Психолог показывает мальчику картинки и просит сообщить ему, что он на них видит. Ответы мальчика ставят её в тупик, и она сообщает, что обратится за помощью к коллегам. Сара даёт ей диктофон с записью разговора Майлса во сне. Через некоторое время психолог приглашает Сару прийти к ней. Когда Сара приходит, она видит, что в кабинете присутствует ещё один мужчина — специалист по реинкарнациям, которого зовут Артур. Артур спрашивает у Сары, нет ли в их семье мигрантов и знает ли окружение её сына иностранные языки. Сара отвечает, что мигрантов нет и языков не знает. Тогда Артур сообщает ей, что язык, на котором говорил Майлс во сне — редкий диалект венгерского языка, на нём разговаривает 400 тысяч человек, которые проживают на юге Венгрии, рядом с румынской границей. Далее он даёт Саре перевод, мальчик во сне сказал: «Замолчи ты, подстилка. Прекрати ныть, или я тебе глаза вырежу и посмотрю, как ты умрёшь». И после пробуждения Майлс сказал Саре, что видел приятный сон. Таким образом, Артур посчитал, что в Майлса вселился другой человек. Надо узнать, зачем он это сделал, и тогда, возможно, он покинет Майлса.
Дома пропадает собака. Джон и Майлс пытаются найти её, но безрезультатно. Майлс рассказывает Джону про его отца. Откуда он демонстрирует такие сведения — неизвестно. Затем Джон находит устройство слежения, вроде электронной няни, которое было спрятано за семейным фото. Он понимает, что его установил Майлс, и устраивает страшный скандал, затем покидает семью на некоторое время. Ночью Сара обнаруживает убитого пса в подвале дома и решает довериться Артуру, согласившись, чтобы тот устроил ребёнку сеанс гипноза. Ему удаётся ввести мальчика в гипнотический сон и поговорить с душой, которая в него вселилась. Он поприветствовал его на венгерском языке, пришелец дал понять, что ему знаком этот язык, но разговаривать он предпочитает по-английски. Артур пытался узнать имя пришельца, но тот не сказал. Затем пришелец приказал Артуру молчать по поводу результатов гипноза, сказать, что ничего не получилось, иначе он сдаст его полиции, обвинив в педофилии. Артуру ничего не остаётся, как согласиться, но на диване, где сидел Майлс, на кожаной обшивке ему удаётся прочитать нацарапанное имя Эдвард Скарка.
Ночью он позвонил Саре и сообщил ей, что пришелец, вселившийся в её сына, очень опасен, он очень изворотливо лжёт, ему не надо верить, и, воспользовавшись Гуглом, можно получить информацию об Эдварде Скарке. Сара вбивает в поисковик это имя и узнаёт, что в её сына вселился серийный убийца, на котором девять доказанных убийств, и только одной из жертв удалось убежать, после чего его застрелила полиция как раз в то время, когда она рожала Майлса. Джон и Сара решают везти Майлса в психиатрическую клинику, так как с ним оставаться опасно. Во время сбора вещей Сара находит в комнате Майлса книгу, которую написала единственная выжившая женщина Маргарет, а также газетные вырезки про Эдварда Скарку и данные о местонахождении Маргарет. Сара понимает, что Скарка вернулся, чтобы убить Маргарет.
Джон забирает из школы Майлса и везёт его в психиатрическую клинику на машине. Сара должна приехать туда несколько позже. По дороге Джон рассказывает Майлсу, куда его везут. Майлс достаёт из школьного портфеля большие садовые ножницы и втыкает их в бок Джону. Машина теряет управление и врезается в дерево. Джон находится в коме, с Майлсом всё в порядке.
Затем Сара везёт Майлса к Маргарет. Сара обманным способом проникает в дом Маргарет. Она решает застрелить её, полагая, что Эдвард Скарка уйдёт из её сына. Но у неё не хватает смелости, когда она наводит на неё пистолет. В это время появляется Майлс. Он убивает ножом Маргарет и разговаривает при этом как Скарка. После убийства Майлс спокойно уходит из дома Маргарет, Сара бежит за ним и догоняет его в перелеске около дома Маргарет. Майлс говорит ей, что он Эдвард Скарка, а Майлса уже давно нет в этом теле. Сара решает застрелить его, наводит на него пистолет, но в это время её убивает местный житель из охотничьего ружья.
В конце фильма Майлса — Эдварда Скарку передают в приёмную семью.

## В ролях
- Тейлор Шиллинг — Сара
- Джексон Роберт Скотт — Майлс
- Колм Фиори — Артур Якобсон
- Бриттани Аллен — Маргарет
- Байрон Абалос
- Питер Муни — Джон
- Давид Кольсмит — Майлс в 5-летнем возрасте
- Паула Бодро — доктор Элейн Стрессер
- Олунике Аделийи — Ребекка
- Элиза Мулчерри — Зои
- Пол Фото — Эдвард Скарка